# Доценко Дмитро Степанович
Дмитро Степанович Доценко (1913–1991) — підполковник Радянської Армії, учасник Німецько-радянської війни, Герой Радянського Союзу (1945).

## Біографія
Дмитро Доценко народився 19 липня (за новим стилем — 1 серпня) 1913 року в селі Ганнівка (нині — Якимівський район Запорізької області України) у селянській родині. У дитинстві переїхав до міста Горлівка. 1935 року закінчив будівельний технікум, після чого працював токарем Горлівського машинобудівного заводу. У 1935 Доценко був призваний на службу у внутрішні війська НКВС СРСР, охороняв залізниці. 1939 року закінчив курси політскладу. У 1942 Доценко був переведений у Робочо-селянську Червону Армію. Із грудня того ж року на фронтах Німецько-радянської війни. До січня 1945 року старший лейтенант Дмитро Доценко командував вогневим взводом 1075-го винищувально-протитанкового артилерійського полку 5-ї гвардійської армії 1-го Українського фронту. Відзначився під час форсування Одеру.
24 січня 1945 року взвод Доценка одним із перших у полку переправився через Одер, захопив плацдарм на його західному березі і втримав його, відбивши три німецькі контратаки в районі населеного пункту Лінден (нині — Липки за 7 кілометрів на північний захід від Бжеґа). Під час боїв за розширення плацдарму взвод Доценка знищив 4 дзоти та 2 кулемети противника.
Указом Президіуму Верховної Ради СРСР від 10 квітня 1945 року за «зразкове виконання бойових завдань командування на фронті боротьби з німецькими загарбниками і виявлені при цьому мужність і героїзм» старший лейтенант Дмитро Доценко був удостоєний високого звання Героя Радянського Союзу із вручення ордена Леніна і медалі «Золота Зірка» за номером 7995.
Після закінчення війни Доценко продовжив службу в Радянській Армії. 1948 року він закінчив Ленінградську Вищу офіцерську артилерійську школу. У 1960 році у званні підполковника він був звільнений у запас. Жив у Бересті, працював в управлінні «Брестсільбуду». Помер 15 березня 1991 року, похований на Гарнізонному цвинтарі Берестя.
Був також нагороджений орденами Червоного Прапора, Вітчизняної війни 1-го та 2-го ступенів, двома орденами Червоної Зірки, орденом «Знак Пошани» та низкою медалей.